# Дніпропетровська обласна багатопрофільна клінічна лікарня психіатричної допомоги

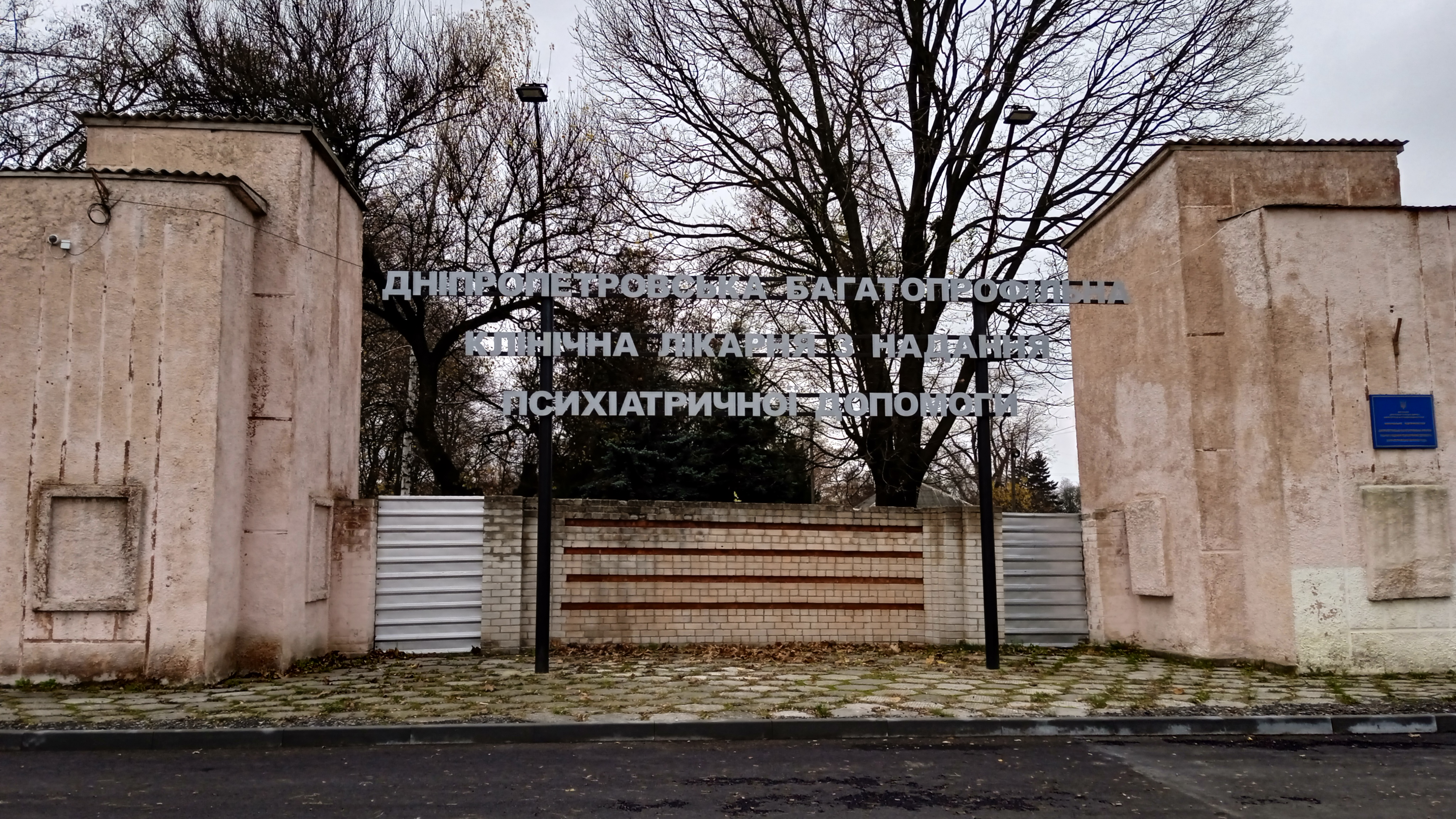

Дніпропетровська багатопрофільна клінічна лікарня з надання психіатричної допомоги Дніпропетровської обласної ради — найбільший  на пострадянському просторі психіатричний заклад. Розташований в місцевостях Нова Ігрень та Ксеніївка Самарського району міста Дніпро.
Підпорядковується Головному Управлінню охорони здоров'я Дніпропетровської обласної державної адміністрації.

## Історія
Перший будинок для божевільних було створено на території Катеринославської міської лікарні у 1798 році, нині це психосоматичне відділення Дніпропетровської обласної клінічної лікарні імені Іллі Мечникова.
У 1897 році біля станції Огрень на землях поміщика Закревського було засновано колонію для душевнохворих. Було збудовано 12 будиночків для хворих, з них 11 однотипних, розрахованих на 10 осіб кожен. Дванадцятий павільйон був збудований за особливим планом і передбачався для привілейованих жінок.
У 1910 році кожен з павільйонів яких налічувалось 19 був призначений для певних категорій психічнохворих, таких які тривало хворіють, неохайних, ослаблених. До 1914 року кількість таких павільйонів збільшилась. В Ігренській лікарні перебувало більше половини психічнохворих Катеринославської губернії.
Перший лікар і директор колонії Ф.Риндовський встановив режим не обмеження для хворих і систему відкритих дверей. Основним видом лікування була трудова терапія. Хворі разом обробляли землю та господарювали і так відбувалась їх соціальна реабілітація. Протягом 1901–1911 років лікарню очолював Михайло Мойсейович Лучнік, що був ентузіастом своєї справи. У лікарні працювали п'ять лікарів — психіатрів, яких на всю губернію налічувалося дев'ять.

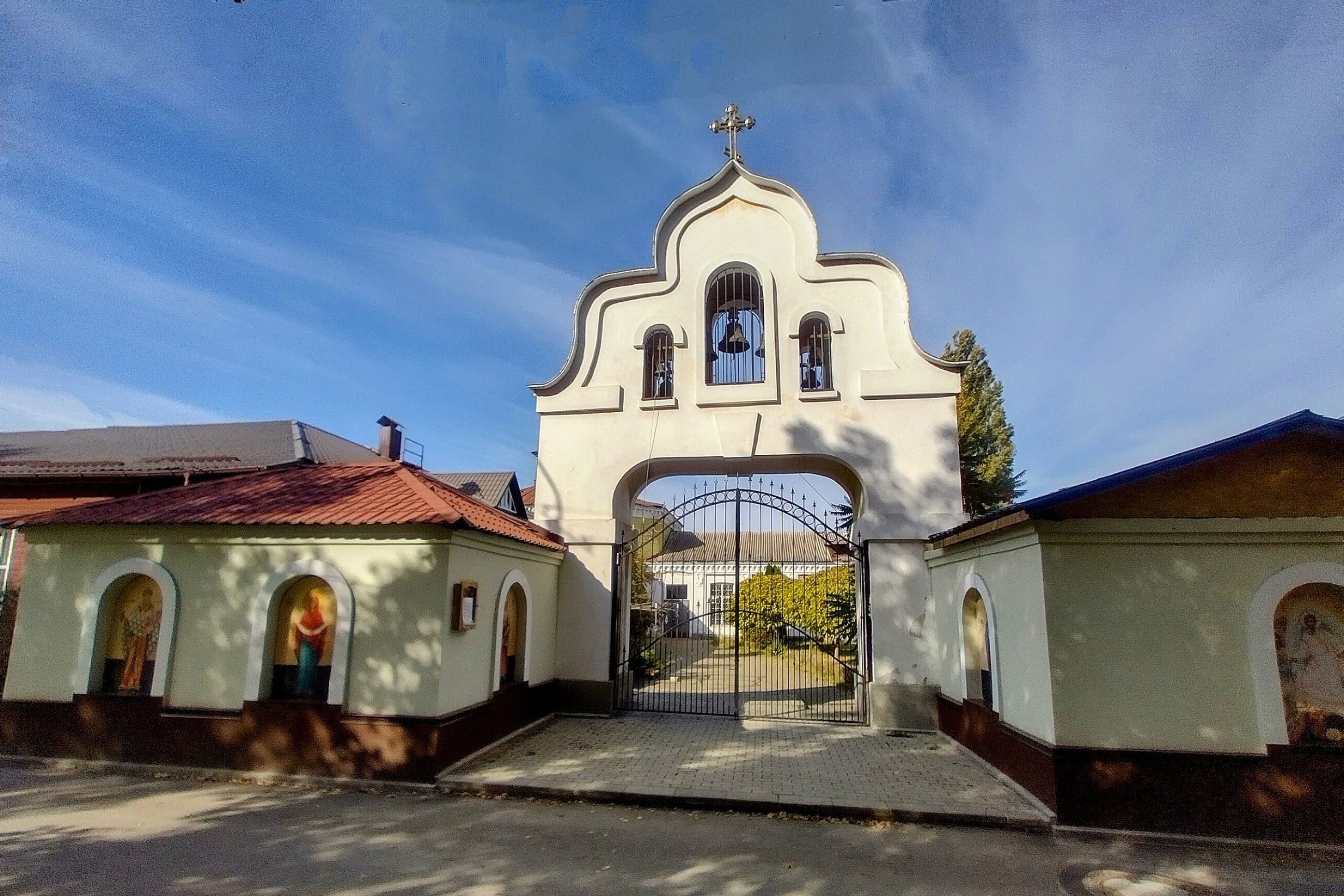
Храм Святої Ксенії Римлянки

На території колонії було збудовано Храм Святої Ксенії Римлянки, гроші на будівництво пожертвував купець Жиров, чия дочка Ксенія лікувалась у колонії.
Під час громадянської війни більша частина хворих загинула або розбіглася. Лікарня перетворилась на психосоматичну на 50 — 60 ліжкомісць. Лише у 1927 році лікарня стала відновлюватись.
Також протягом 1921–1923 років до лікарні направлялись люди що втратили розум внаслідок голоду. Вони стали об'єктом дослідження професора Давида  Борисовича  Франка, який видав монографію присвячену проблематиці канібалізму
У 1930-ті роки лікарня отримала статус всесоюзного значення, до неї направляли хворих з усієї України, а також інших республік СРСР. Тоді ж була створена Васильківська колонія, що являлась відділенням Ігренської лікарні.

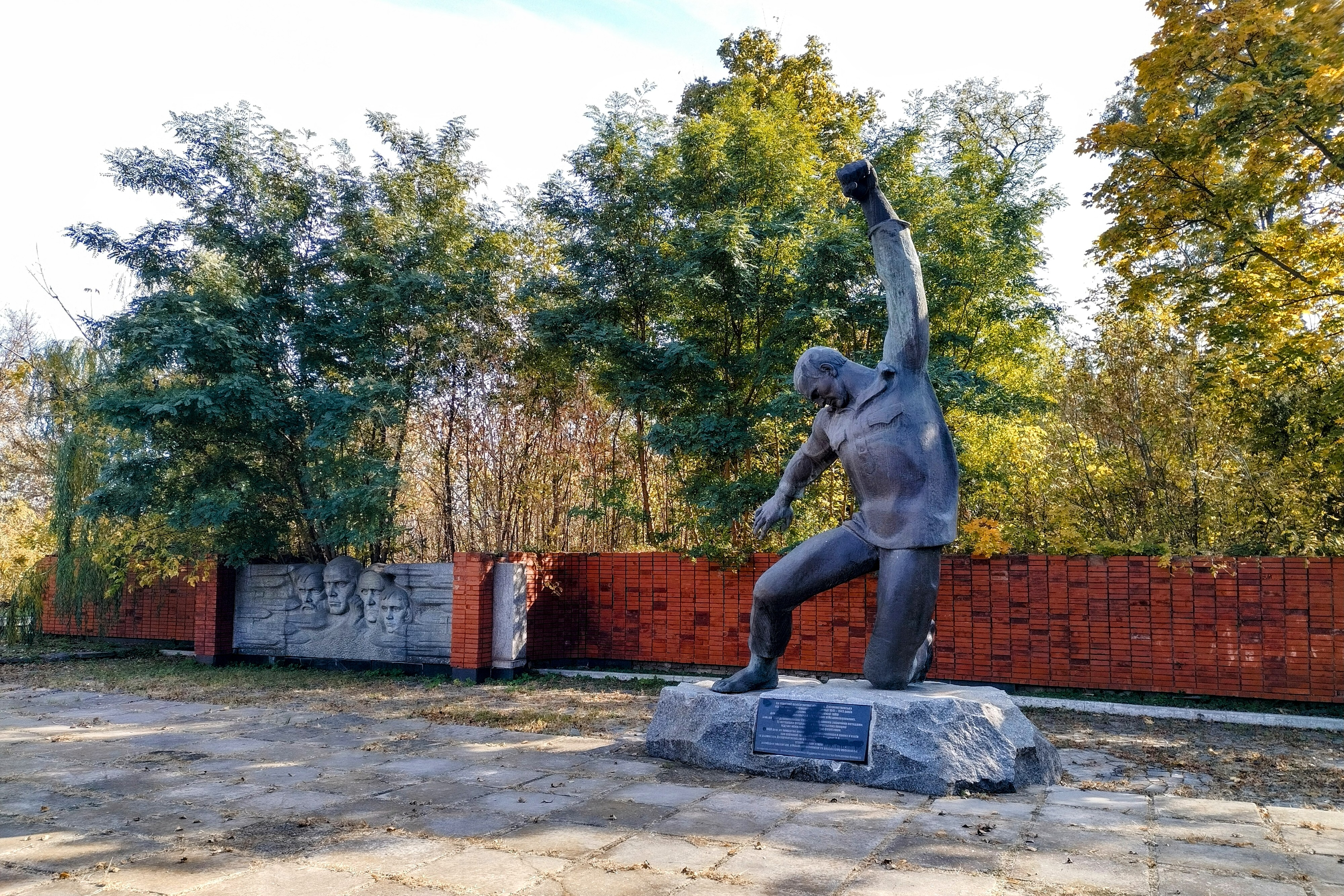
Монумент жертвам Ігренського концентраційного табору та загиблим пацієнтам психіатричної лікарні

20 серпня 1941 року Дніпропетровськ було окуповано німецько-нацистськими військами. На території лікарні було влаштовано концентраційний табір для військовополонених та цивільного населення. Внаслідок важких умов утримання та планомірного знищення загинули всі 1300 пацієнтів Ігренської психіатричної лікарні. У 1946 році головний лікар В. В. Гончаров був засуджений до страти.
У 1973 році на території лікарні було встановлено пам'ятник жертвам концентраційного табору і загиблим пацієнтам лікарні, роботи скульптора В. І. Щедрової та архітектора В. С. Положія.
У вересні 1943 року територія лікарні була звільнена від німецько - нацистських загарбників, однак внаслідок боїв не лишилось жодної вцілілої будівлі.
Відродженням керували  академіки В. П. Протопопов, Б. М. Маньківський,  професор  Я. П. Фрумкін, головний лікар Іван Петрович Зеленчук. Було відновлено більше 30 будівель і приміщень, розгорнуто  8 відділень на 600 ліжок.
Із середини 1950 - х років починається подальше розширення та вдосконалення психоневрологічної допомоги в області, відкрито неврологічне, наркологічне та відділення інфекційних хвороб. Важливу роль у розширенні медичного закладу та вдосконаленню психоневрологічної допомоги відіграли Ф. К. Філяновський (1953 - 1955) та  П. А. Боровський (1959 - 1961).
У 1962 році Ігренська психіатрична лікарня була перейменована на Дніпропетровську обласну психіатричну лікарню. З 1965 по 1970 роки ліжковий фонд лікарні збільшився до 1550 ліжок.
Відкрито відділення неврозів, нейрохірургічне, відділення анестезіології та реанімації. Лікарня отримує статус багатопрофільної спеціалізації.
У 1972 році головним лікарем Дніпропетровської обласної психіатричної лікарні став Володимир Олексійович Павлов під керівництвом якого було споруджено 20 лікарняних будівель, у всіх відділеннях запроваджено сучасні методики лікування, увесь медперсонал пройшов перепідготовку, закуплено нову медичну апаратуру. Лікарня стала клінічною базою медичного інституту. Практичні лікарні почали займатися науковими дослідженнями. Лікарня стала республіканською школою передового досвіду, куди приїжджали лікарі з інших республік та зарубіжжя.
У 1991 році Дніпропетровська обласна психіатрична лікарня отримала статус "Міжобласного психоневрологічного центру".
У 1998 році після багатолітнього відновлення було знову відкрито храм Святої Ксенії Римлянки.
У 2021 році перевірка виявила, що лікарня не відповідає нормам Державної служби України з питань праці, а Дніпропетровська обласна прокуратура виявила факт утримання в неналежних умовах 7 хворих без харчування, питної води, ліків, засобів гігієни та належних умов проживання та факт незаконного заволодіння їх коштами на суму 4000 гривень.
У 2023 році лікарня пройшла перевірку Офісу уповноваженого з прав людини та Міністерства охорони здоров'я України.

## Сучасність

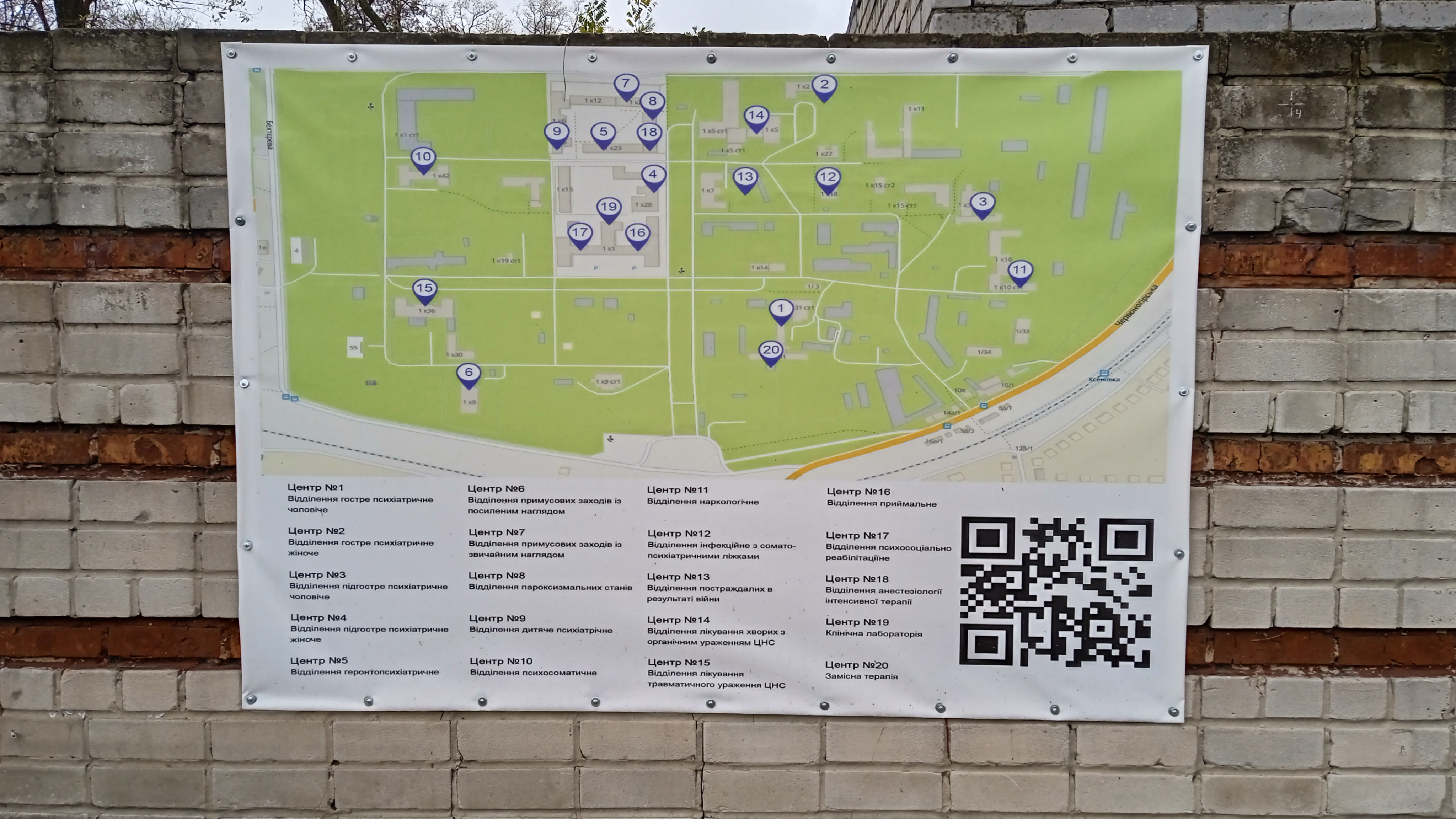
Мапа лікарняного містечка на території лікарні

Клінічний центр розташувався на території 50 гектарів, складається з 42 відділень на 2500 ліжок. Також на території лікарні діє дитячий сурдологічний психотерапевтичний центр та центр лікування хворих на СНІД, 2 експертних відділення та госпіс.
До структури лікарні також входять відділення гіпербаричної  оксигенації, централізоване стерилізаційне відділення, кабінети - хірургічний, комп'ютерної діагностики, рентгенологічний, стоматологічний, клініко - діагностична лабораторія, операційний блок, відділ медико - соціальної допомоги, поліклінічне відділення, адміністративно - господарські підрозділи та служби.